# 고강용의 라디오라떼
《오희주의 라디오라떼》는 2020년 11월 7일부터 KNN 러브FM(부산 FM 105.7MHz, 양산 FM 88.5MHz, 기장/정관 FM 89.3MHz, 창원/김해/거제 FM 90.9MHz, 진주 FM 98.7MHz)을 통해 주말 밤 8시부터 밤 10시까지 방송중인 라디오 프로그램이다. 그런데 지역 프로그램 의무 편성 비율 문제에 걸렸는지, 2023년 10월 17일부터 다시 KNN 파워FM과 동시방송을 개시하게 되었다.
주말 새벽 3시부터 새벽 5시까지는 KNN 파워FM(부산 FM 99.9MHz, 기장,정관 96.3MHz, 창원 102.5MHz, 진주 105.5MHz, 거창 106.7MHz)을 통해 재방송된다.

## 역대 진행자
| 역대 | 진행자 | 진행기간                          | 비고 |
| ---- | ------ | --------------------------------- | ---- |
| 1대  | 엄상준 | 2020년 11월 7일 ~ 2022년 4월 3일  |      |
| 2대  | 고강용 | 2022년 4월 9일 ~ 2023년 4월 2일   |      |
| 3대  | 조문경 | 2023년 4월 8일 ~ 2023년 10월 22일 |      |
| 4대  | 오희주 | 2023년 10월 28일 ~                |      |

## 코너
- 그 땐 그랬지 : 지난 시절의 역사와 주요 사건들을 되짚어 보고 그 해에 사랑 받았던 음악들을 들어보는 시간
- 라떼의 전당 : 국내외 유명 아티스트들의 명반과 명곡을 집중적으로 들어보는 시간
- TPO플레이리스트 : ‘이럴 때는 이런 음악’ 특정 주제를 선정하여 Time(시간), Place(장소), Occasion(상황)에 맞는 노래들을 선곡하는 음악&이야기 배틀시간(출연: 웹툰작가 배민기)